# Quanah Parker
Quanah Parker (a komancs kwana jelentése: "szag") ( 1845 körül – 1911. február 20.) a komancsok Kwahadi ("Antilop") törzsének a főnöke volt. Valószínűleg a Nokoni ("Vándorok") törzsben született, és a kwahadik között nőtt fel, Peta Nocona kwahadi-komancs törzsfőnök és Cynthia Ann Parker amerikai nő fia, akit gyermekként elraboltak. Beolvadt a Nokoni törzsbe. Miután 1871-ben több kajova főnököt letartóztattak, Quanah Parker a Red River-háború meghatározó alakjává vált, és többször is összetűzésbe került Ranald S. Mackenzie ezredessel. Mivel az amerikai bölények (amelyek komancsok elsődleges táplálékai voltak) az amerikaiak őrült vadászata miatt a kihalás szélére sodródtak, Quanah Parker végül megadta magát, és békésen elvezette a kwahadikat az oklahomai Fort Sill rezervátumba.

## Élete
Anyja, Cynthia Ann Parker a Parker család tagja volt. Ők az 1830-as években telepedtek le Texasban. 1836-ban elkapták a komancsok. Végül Tabby-nocca örökbefogadott lánya lett. Peta Nocona harcossal kötött házasságot.

## Halála
1911. február 23-án hunyt el a Star House-ban. 66 éves volt. A Post Oak Mission Cemetery temetőben helyezték örök nyugalomra. Maradványait 1957-ben áthelyezték a Fort Sill Post Cemetery temetőbe.

## Fordítás
- Ez a szócikk részben vagy egészben  a   Quanah Parker című angol Wikipédia-szócikk ezen változatának fordításán alapul.  Az eredeti cikk szerkesztőit annak laptörténete sorolja fel. Ez a jelzés csupán a megfogalmazás eredetét és a szerzői jogokat jelzi, nem szolgál a cikkben szereplő információk forrásmegjelöléseként.